# Rob Roy (film 1922)
Rob Roy è un film del 1922, diretto da W.P. Kellino. Il film è una delle varie opere cinematografiche e televisive che narrano alcune vicende della vita del brigante ed eroe scozzese Rob Roy MacGregor (1671-1734).

## Trama
Rob Roy ("Robert il rosso"), avendo condotto una brillante vendetta contro dei ladri di bestiame che avevano ucciso un giovane pastore del clan dei MacGregor, ne viene eletto a capo. Si reca quindi, per stabilire alleanza, al castello di Stirling, presso il potente duca di Montrose. Il duca aveva risaputamente messo gli occhi sulla bella Helen, residente nei paraggi; tuttavia, all'arrivo di Rob Roy, fra quest'ultimo ed Helen è amore a prima vista. Coscienti del fatto che il duca di Montrose non avrebbe permesso facilmente alla ragazza di allontanarsi, Rob Roy ed Helen partono di nascosto, e, giunti nelle terre dei McGregor, si sposano. Montrose giura di vendicarsi.
La vendetta è attuata da James Grahame, l'amministratore di Montrose. Egli suggella un patto con Rob Roy, consegnandogli dei capitali di Montrose intesi ad acquistare bestiame alla prossima fiera; e nello stesso tempo incarica alcuni delinquenti prezzolati di rubarglieli. Montrose non crede (o finge di non credere) alla versione di Rob Roy, che gli narra della rapina subita, e, nonostante Rob Roy si impegni a restituire al conte il denaro rubato, dispone il pignoramento dei beni dei McGregor. Lo stesso James Grahame viene incaricato della faccenda: interviene nottetempo nel villaggio del clan – popolato al momento in maggior parte da donne e bambini, essendo gli uomini impegnati sui pascoli a badare alle greggi - e, oltrepassando i limiti del suo mandato, tenta di usare violenza ad Helen. Respinto e maltrattato dalla donna, Grahame fa dare alle fiamme le case dei McGregor.
Il clan si disperde. Non bastasse, Montrose ottiene dal re un editto nel quale si proclama Rob Roy ribelle all'autorità regia, e, come tale, delinquente. E da "delinquente" Rob Roy si comporta nei successivi dieci anni, nei quali trova rifugio, con la sua famiglia, in una grotta che, secoli addietro, era stata dimora temporanea del parimenti transfuga re Roberto di Scozia; il che non fa che accrescere, peraltro, l'orgoglio patriottico di Rob Roy e la sua volontà di resistere alle ingiustizie. Il capo dei McGregor riesce ad interferire con l'attività di esazione degli affitti delle proprietà di Montrose (effettuata sempre da Grahame), effettuando una redistribuzione dei profitti che privilegia i poveri a danno dei ricchi, in una sorta di attualizzazione del mito di Robin Hood.
Le scaramucce fra gli uomini di Rob Roy e quelli di Montrose si susseguono a lungo. Ronald, il figlio maggiore di Rob Roy , viene rapito ed avventurosamente liberato. Dopo uno degli scontri, dall'esito incerto, Helen fa chiamare il duca di Montrose, gli presenta il corpo del marito, esanime, a letto, e gli chiede il permesso di costruirgli una tomba nelle avite terre dei McGregor. Montrose accondiscende.
Poco tempo dopo l'intero clan dei McGregor, in interminabili file, segue il feretro di Rob Roy verso il piccolo mausoleo, costruito in pochissimo tempo e presidiato dalle truppe di Montrose, per rendere onore all'eroe che vi verrà interrato. Quello che figura come cadavere in realtà non è morto: si rialza, e ad un suo cenno tutti i McGregor si attivano e danno battaglia agli uomini di Montrose, rapidamente sopraffatti. Montrose stesso perisce nella battaglia.

## Produzione
Gli interni sono stati girati presso il teatro di posa della Gaumont. Le riprese esterne sono state effettuate nella vallata delle Trossachs (Scozia),, presso il Castello di Stirling, e nella tenuta personale che Niall Campbell, X duca di Argyll, ha messo ha disposizione della produzione. Per la scena della battaglia battaglia sono stati scritturati come comparse 800 uomini del reggimento dell'Argyl and Sutherland Highlanders., presi in custodia da cinquanta fra truccatori e costumisti.

## Distribuzione
Rob Roy è uscito nelle sale cinematografiche britanniche nel settembre del 1922.
Il film è stato proiettato di recente nell'ambito dell'itinerante Silent Film Festival "The Hippodrome" del 2019 e 2020.

## Accoglienza
L'uscita del film a Glasgow ha provocato disordini di piazza: "La prima del film biografico dedicato al popolare eroe paralizzò l'intera Sauciehall Street, per l'occasione teatro di un grande dispiegamento di potenza militare, con un'intera divisione dei Royal Scot Fusilliers che marciava dalle Maryhill Barracks fino al cinema Salon, prima della proiezione. Unitisi a loro c'erano più di 250 veterani di guerra, al momento ospedalizzati, arrivati su ambulanze, e scortati dalla polizia."